# Josip Zidar
Josip Zidar, slovenski prevajalec in leksikograf, * 12. september 1904, Ljubljana, † 4. oktober 1974, Beograd.

## Življenje in delo
Po končani klasični gimnaziji (1915–1919) in realki (1919–1922) v Ljubljani je nato obiskoval 1922/1923 in 1925/1926 visoko trgovsko šolo v Leipzigu, vmes bil vpisan 1923/1924 na Filozofski fakulteti v Ljubljani in 1924/1925 na visoki šoli za svetovno trgovino na Dunaju. V letih 1926–1930 je bil v Ljubljani zastopnik nove potovalne agencije Canadian Pacific Railway Co., v okviru te firme je imel v okviru potovalnega urada na Dunaju (1927–1929) samostojno zastopstvo (J. Zidar in dediči) prodaje železniških vozovnic za Evropo; od 1930–1934 je bil v Marseillu gospodarski svetovalec špediterskih družb (Droguerie Maritime L. Cuny-Meurville, Les Grands Messagers). Od 1935 je živel v Beogradu. Do 1938 je vodil oddelek za turizem pri Wagons-Lits Cook, 1938–1941 bil uradnik Jugoslovanske banke, 1941–1944 knjigovodja v podjetju Uljarica. V letih 1944–1945 se je udeležil NOB, 1945–1946 je delal na Ministrstvu za industrijo, 1946–1948 pri Zvezni planski komisiji in 1948–1949 v Centralni upravi za brodogradnjo, od 1950 kot prevajalec pri reviji Jugoslavija, od 1952 je bil v svobodnem poklicu prevajalca, od 1962 do upokojitve 1968 lektor nemške redakcije programa za tujino pri RTV Beograd.
Ko je 1938 opravil prevajalski izpit iz angleščine in nemščine na Ministrstvu za zunanje zadeve v Beogradu, je zanj od 1938–1941 in 1946–1947 honorarno prevajal, od 1947–1949 bil sodni tolmač (za angleščino in nemščino) beograjskega okrožnega sodišča. Na raznih konferencah in mednarodnih sestankih je simultano prevajal v angleščino, nemščino in francoščino ter obratno. Bil je član Udruženja prevajalcev naučnih i knjižnih dela Srbije, od 1963 član založniškega sveta založbe Grafos v Beogradu.
Sam ali v sodelovanju z Marijano Zander-Rojs je prevedel okoli 30 knjig, ki so večinoma izšle v Beogradu. Za nemško in angleško izdajo revije Jugoslavija je 1953–1954 prevajal različne članke, za založbo Turistička štampa razne vodnike. Opravil je jezikovne redakcije nemških prevodov za Direkcijo za informacije, 1965–1966 bil lektor nemške izdaje lista Revija. Iz slovenščine je v srbohrvaščino prevedel knjige (vse v soavtorstvu z Marijano Zander-Rojs): F. Hlupič, Fotopriručnik (Beograd, 1953), Vladimir Bartol, Alamut (Novi Sad, 1954), Josip Jurčič, Deseti brat (Beograd, 1955), Janko Kersnik, Ciklamen, Očetov greh (Beograd, 1955), Juš Kozak, Šentpeter (Beograd, 1957), nekaj prevodov pa je ostalo v rokopisu. Napisal je biografijo o francoskem slikarju in izumitelju Louis Jacques Mende Daguerrju: Luj Dager (Beograd, 1950, skupaj z Marijano Zander-Rojs).
Sestavil je slovarje: Rečnik nemačko-srpskohrvatski i srpskohrvatsko-nemački (Beograd, 1959, soavtor B. Grujić; štev. ponatisi), Hrvatskosrpsko-njemački glosar političkih i ekonomskih termina (Zagreb, 1965, z Blanko Jakić) ter prvi večji slovar krajšav Rečnik jugoslovenskih skraćenica (Beograd, 1971). V letih 1949–1950 je nekaj mesecev urejal list Tehnika narodu, 1950–1952 pa revijo Jugoslavija.